# Laura Poitras
Laura Poitras er en amerikansk dokumentarfilmskaber. 
Poitras er særligt kendt for filmen Citizenfour, og hun og en række kolleger modtog i 2014 Pulitzerprisen for dækningen af NSA-lækagerne og Edward Snowden.
Hendes dokumentarfilm fra 2006 My Country, My Country, som handler om Irak-krigen, blev nomineret til en Oscar for bedste dokumentar i 2007, og Laura Poitras vandt en Oscar for bedste dokumentar i 2015 for filmen Citizenfour.
Poitras bor i Berlin i Tyskland for at kunne arbejde i fred for de amerikanske myndigheders overvågning.